# Lijst van lokale omroepen in Vlaams-Brabant
Dit is een lijst van lokale omroepen in Vlaams-Brabant.

## A
- Aarschot
  - Komilfoo FM

- Affligem
  - AVO

## B
- Beersel
  - Stadsradio Halle

- Begijnendijk
  - Radio Ten

- Brussel
  - ClubFM
  - FG Radio Brussel
  - FUN Radio
  - FM Brussel
  - TV Brussel
  - Radio Spes
  - Télé Bruxelles

## D
- Diest
  - Radio Diest

## H
- Haacht
  - Radio Venus

- Halle
  - Radio Victoria

- Holsbeek
  - RGR FM

## K
- Kampenhout
  - Tempo FM

## L
- Leuven
  - Radio Scorpio
  - ROBfm

- Londerzeel
  - Radio Tamara

## O
- Opwijk
  - Spits FM

## P
- Poppel
  - Radio Paloma

## T
- Ternat
  - City Gold

- Tienen
  - Radio Touring
  - Radio Tienen gestopt

- Tremelo
  - Cardinaal Radio